# John Randle
John Anthony Randle (Mumford, 12 dicembre 1967) è un ex giocatore di football americano statunitense che ha giocato nel ruolo di defensive tackle per quattordici stagioni nella National Football League (NFL). Il 6 febbraio 2010 fu inserito nella Pro Football Hall of Fame. Crebbe in povertà, sbarcando il lunario con piccoli lavoretti quand'era giovane. Alle scuole superiori giocò a football a Hearne, Texas. All'università iniziò a giocare al Trinity Valley Community College, prima di trasferirsi alla Texas A&M University–Kingsville.

## Carriera

### Minnesota Vikings
Randle non fu scelto nel Draft NFL 1990 e fece un provino con la squadra di suo fratello Earvin, i Tampa Bay Buccaneers, ma fu ritenuto di taglia non sufficiente. Disputò così il training camp dei Minnesota Vikings, i quali gli fecero firmare un contratto facendolo debuttare nella NFL nel 1990. Fu convocato per il suo primo Pro Bowl nel 1993 dopo aver fatto registrare 11,5 sack e diventando velocemente uno dei defensive tackle più dominanti della sua epoca. Randle andò in doppia cifra con i sack in otto diverse stagioni con i Vikings, con un primato in carriera di 15,5 nel 1997.
Randle ebbe la sua maggior rivalità col quarterback dei Green Bay Packers Brett Favre, il quale subì i suoi sack più di qualsiasi altro quarterback; Favre disse che Randle era il più difficile difensore che avesse mai incontrato e che "sul terreno artificiale era impossibile da fermare". Come il compagno di squadra ai Minnesota Vikings Chris Hovan, Randle era conosciuto per le sue pitture eccentriche del volto e per il suo linguaggio sporco in campo.

### Seattle Seahawks
Alla fine della stagione 2000, Randle firmò coi Seattle Seahawks e si ritirò nel marzo 2004. Egli aveva pianificato di ritirarsi un anno prima, ma l'allenatore dei Seahawks Mike Holmgren lo convinse a disputare un ultimo anno. I Seahawks raggiunsero i playoff due volte con Rande nel roster, ma non riuscirono a raggiungere il Super Bowl. Questi lasciò la NFL alla pari con Richard Dent al quinto posto di tutti i tempi per sack in carriera e i suoi 137,5 sack totali sono il secondo miglior risultato della storia per un defensive tackle dopo la leggenda dei Vikings Alan Page con 148,5 sack.

## Palmarès

### Individuale
- Convocazioni al Pro Bowl: 7

1993, 1994, 1995, 1996, 1997, 1998, 2001
- First-team All-Pro: 6

1993, 1994, 1995, 1996, 1997, 1998
- First-team All-NFC: 6

1993, 1994, 1995, 1996, 1997, 1998
- First-team All-AFC: 1

2001
- Difensore della NFC del mese: 5

dicembre 1994, settembre 1996, ottobre 1997, dicembre 1998, dicembre 1999
- Difensore della NFC della settimana: 5

8ª settimana della stagione 1993, 17ª settimana della stagione 1994, 4ª settimana della stagione 1996, 4ª e 17ª settimana della stagione 1999
- Ed Block Courage Award: 1

1995
- Formazione ideale della NFL degli anni 1990
- Leader dei sack nella NFL: 1

1997
- Club dei 100 sack
- Pro Football Hall of Fame (Classe del 2010)
- Minnesota Vikings Ring of Honor (Classe del 2008)
- College Football Hall of Fame (Classe del 2008)
- Squadra ideale del 40º anniversario dei Minnesota Vikings
- I 50 più grandi Vikings
- Formazione ideale del 100º anniversario della NFL